# Арктический мост

Морские пути в Арктике
Арктический мост
Северный морской путь
Северо-Западный проход

Арктический мост — сезонный морской путь, связывающий Россию с Канадой. Проходит из российского порта Мурманск (Кольский залив) к канадскому порту Черчилл (Гудзонов залив). Черчилл — основной морской порт на северном побережье Канады, имеет железнодорожную и авиационную связь с остальной частью Канады. Черчилл — северная конечная остановка Железной дороги Гудзонова залива и является важной частью в экспорте зерна из канадских Прерий к европейским рынкам. Порт Мурманска связан по Октябрьской железной дороге с Санкт-Петербургом и остальной частью Европы. Мурманск также связан с остальной частью России федеральной автомобильной дорогой «Кола».
Россия проявляет очень пристальный интерес к развитию Арктического моста. В случае развития (наряду с Северным морским путём) этот маршрут мог бы служить главным торговым маршрутом между Европой и Америкой. Согласно прессе Оттавы, открытие торгового маршрута было обусловлено отступлением арктического льда.
Понятие «Арктического моста», с центром в Черчилле, было предложено канадцами в начале 1990-х. В 1997 порт Черчилл был продан денверскому OmniTRAX, крупному оператору железных дорог. В 2004 OmniTRAX вступил в переговоры с Мурманской транспортной компанией, с целью продвижения концепции Арктического моста. В то время как Канадская зерновая комиссия (CWB) была в состоянии сохранять Черчилл жизнеспособным портом, экспортируя почти 400 тыс. тонн пшеницы каждый год, OmniTRAX испытывал затруднения.
17 октября 2007 первая партия грузов из Мурманска достигла порта Черчилл.